# Macrocephalochelys pontica
Macrocephalochelys pontica es la única especie del género extinto de tortugas Macrocephalochelys, de la familia Chelydridae. Fue descrito por primera vez a partir de un cráneo parcial del Plioceno encontrado en Ucrania por Piboplichko y Taraschchuk en 1960. Fue asignado a la familia chelydridae por Robert L. Carroll en 1988, aunque se había hipotetizado que pertenecía a Chelydridae por Chkhikvadze en 1971.